# Continental Motors Corporation (Buffalo)
Continental Motors Corporation war ein US-amerikanischer Hersteller von Automobilen aus Buffalo. Er darf nicht verwechselt werden mit Continental Motors, die von 1929 bis 1969 ebenfalls als Continental Motors Corporation firmierten.

## Unternehmensgeschichte
Das Unternehmen wurde am 17. September 1912 in Buffalo im US-Bundesstaat New York gegründet. Beteiligt waren Allen E. Choate, Reverdy L. Hurd, Gordon L. Matthews, Walter F. Schmiding und Frank V. Whyland. Von diesen fünf Personen hatte vorher nur Whyland bei der Whyland-Nelson Motor Car Company und der F. V. Whyland & Company Erfahrungen im Automobilbau gesammelt. 1913 begann die Produktion von Automobilen. Eine Quelle gibt davon abweichend 1914 an. Der Markenname lautete Comet. 1914 endete die Produktion. Insgesamt entstanden nur wenige Fahrzeuge.
Es bestand keine Verbindung zu den anderen US-amerikanischen Automobilherstellern mit dem gleichen Markennamen: Hall Automobile Company, Comet Cyclecar, Comet Automobile Company, General Developing Company, Comet Co. und Comet Motors.

## Fahrzeuge
Das einzige Modell hatte einen Vierzylindermotor. Er leistete 25 PS. Zwei verschiedene Aufbauten standen zur Wahl. Der Roadster kostete 750 US-Dollar. Für den Tourenwagen ist ein Neupreis von 950 Dollar überliefert.